# Callosciurinae

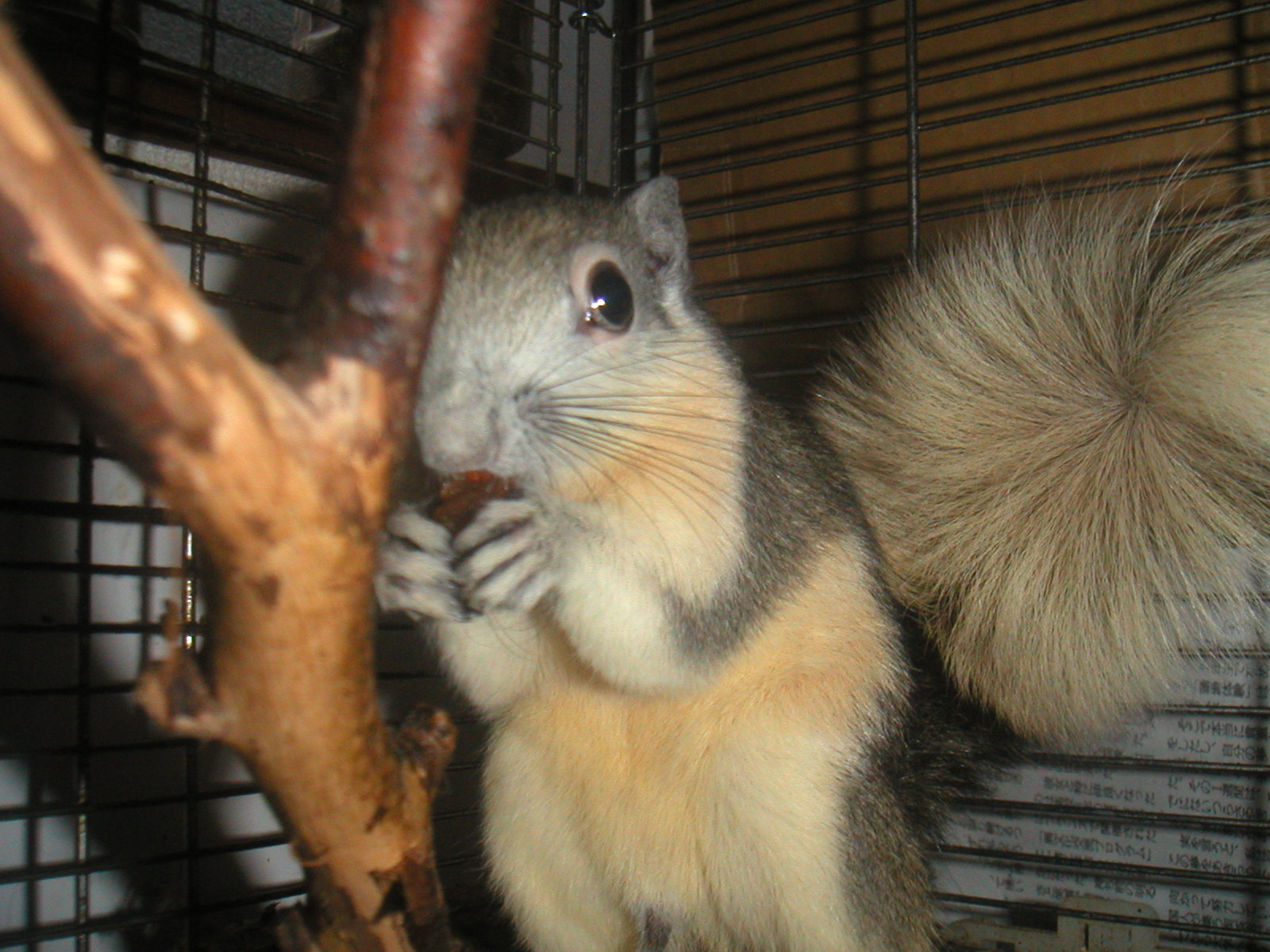
Scoiattolo di Finlayson.

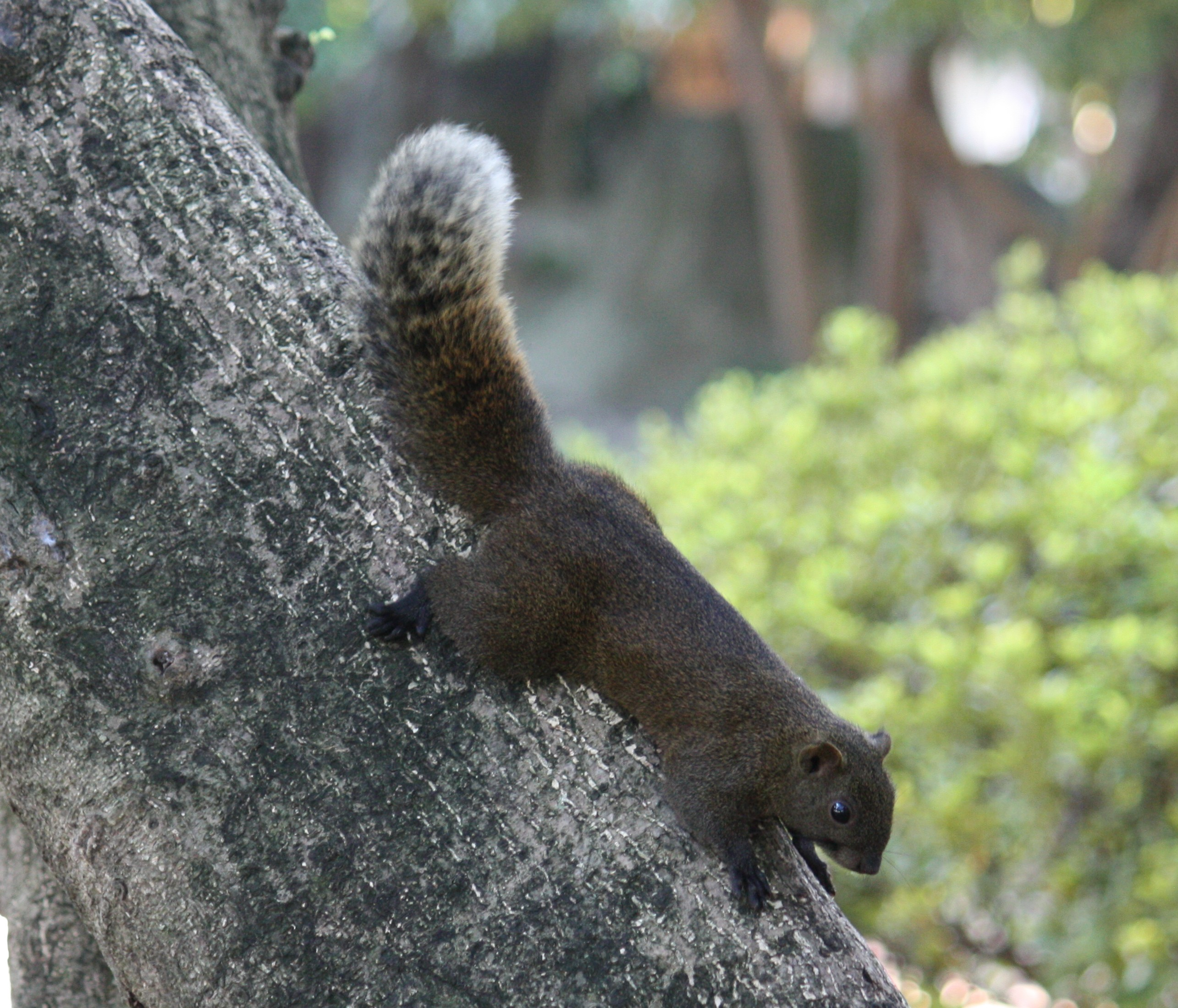
Scoiattolo di Pallas.

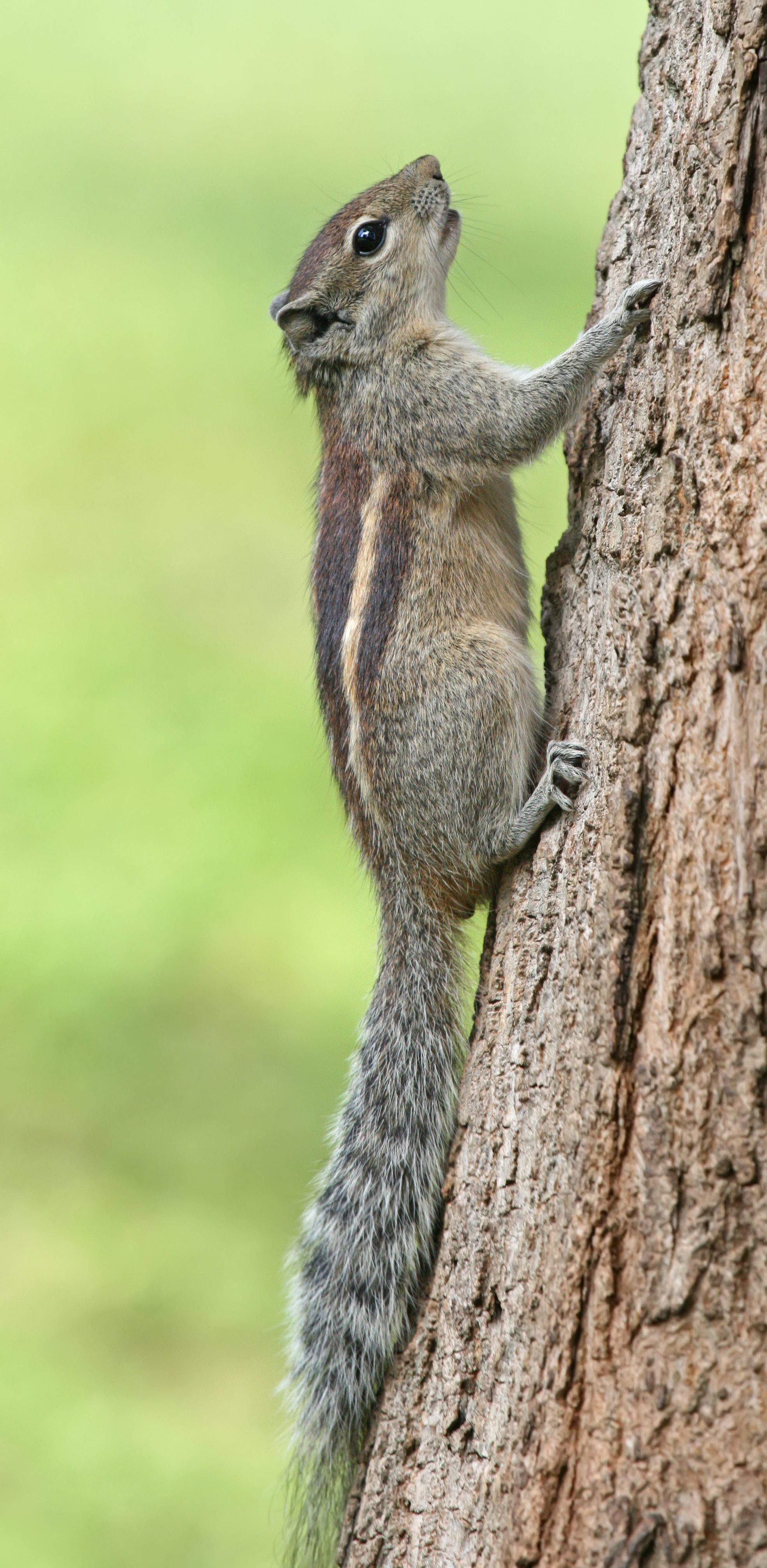
Scoiattolo delle palme indiano.

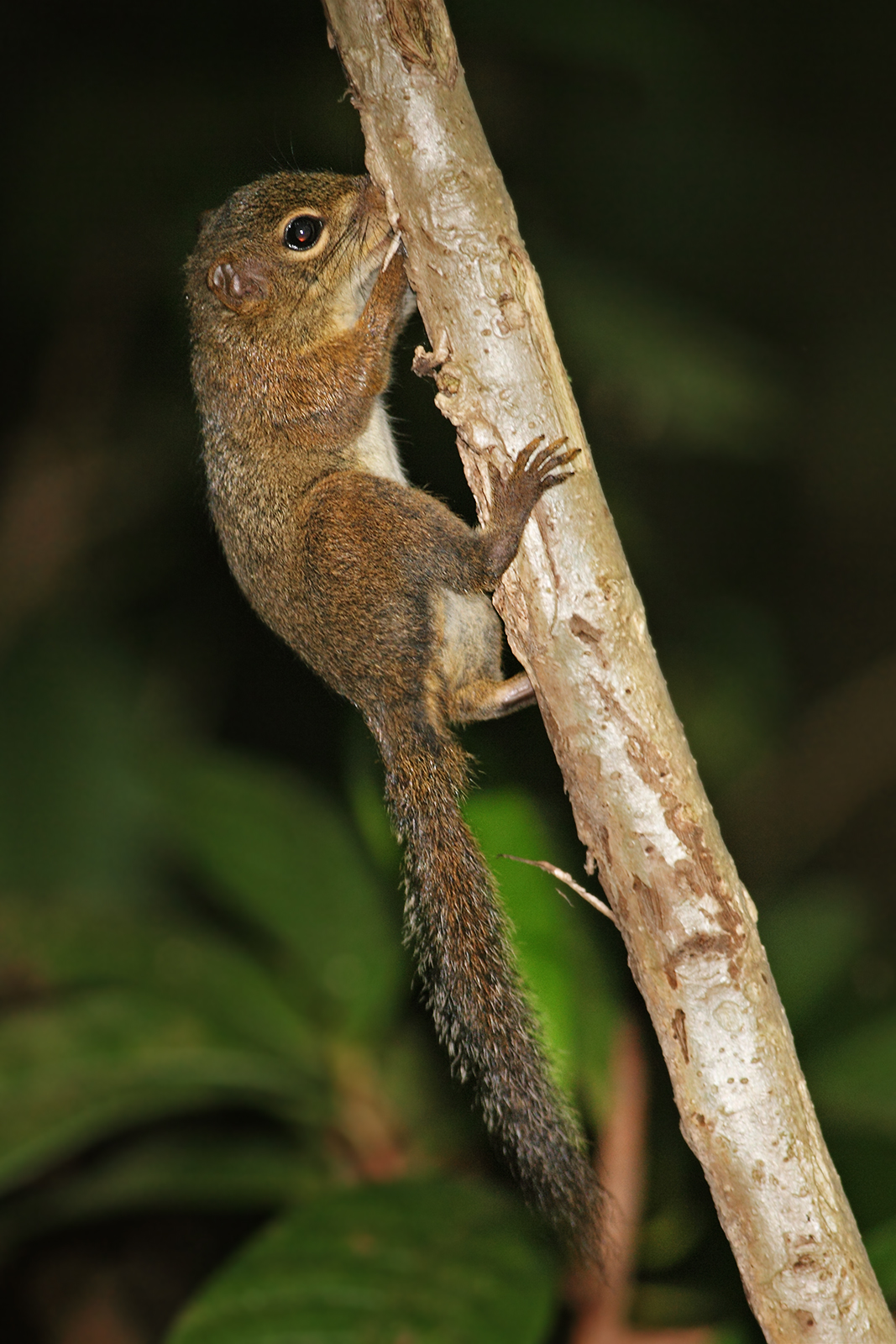
Scoiattolo snello.

I Callosciurini (Callosciurinae Pocock, 1923) sono una delle cinque sottofamiglie nella quale viene suddivisa la famiglia degli Sciuridi. Hanno una pelliccia che è senza dubbio tra le più belle dell'intera famiglia per le stupende tonalità di colore che la caratterizzano: rosso, bruno, dorato, giallo con disegni bianchi e neri; in talune specie ogni singolo pelo è formato da «anelli» di sei diversi colori. La sottofamiglia comprende numerosi generi e specie, ed è diffusa soprattutto nei territori indomalesi, sebbene alcune specie siano originarie anche dell'Africa. Si riconosce per una serie di particolarità craniche comuni a tutti i suoi rappresentanti. I Callosciurini non accumulano provviste e non cadono in letargo durante la stagione secca.

## Tassonomia
I Callosciurini comprendono 14 generi con 64 specie:
- Genere Callosciurus Gray, 1867
  - Callosciurus adamsi Kloss, 1921 - scoiattolo dalle orecchie macchiate;
  - Callosciurus albescens (Bonhote, 1901) - scoiattolo di Kloss;
  - Callosciurus baluensis (Bonhote, 1901) - scoiattolo del Kinabalu;
  - Callosciurus caniceps (Gray, 1842) - scoiattolo dal ventre grigio;
  - Callosciurus erythraeus (Pallas, 1779) - scoiattolo di Pallas;
  - Callosciurus finlaysonii (Horsfield, 1823) - scoiattolo di Finlayson;
  - Callosciurus inornatus (Gray, 1867) - scoiattolo disadorno;
  - Callosciurus melanogaster (Thomas, 1895) - scoiattolo delle Mentawai;
  - Callosciurus nigrovittatus (Horsfield, 1823) - scoiattolo a strisce nere;
  - Callosciurus notatus (Boddaert, 1785) - scoiattolo delle banane;
  - Callosciurus orestes (Thomas, 1895) - scoiattolo a bande nere del Borneo;
  - Callosciurus phayrei (Blyth, 1856) - scoiattolo di Phayre;
  - Callosciurus prevostii (Desmarest, 1822) - scoiattolo di Prevost;
  - Callosciurus pygerythrus (I. Geoffroy Saint Hilaire, 1832) - scoiattolo dell'Irrawaddy;
  - Callosciurus quinquestriatus (Anderson, 1871) - scoiattolo di Anderson.
- Genere Dremomys Heude, 1898
  - Dremomys everetti (Thomas, 1890) - scoiattolo terricolo di montagna del Borneo;
  - Dremomys gularis Osgood, 1932 - scoiattolo dalla gola rossa;
  - Dremomys lokriah (Hodgson, 1836) - scoiattolo dell'Himalaya dal ventre arancio;
  - Dremomys pernyi (Milne-Edwards, 1867) - scoiattolo nasuto di Perny;
  - Dremomys pyrrhomerus (Thomas, 1895) - scoiattolo dalle anche rosse;
  - Dremomys rufigenis (Blanford, 1878) - scoiattolo dalle guance rosse asiatico.
- Genere Exilisciurus Moore, 1958
  - Exilisciurus concinnus (Thomas, 1888) - scoiattolo pigmeo delle Filippine;
  - Exilisciurus exilis (Müller, 1838) - scoiattolo pigmeo minore;
  - Exilisciurus whiteheadi (Thomas, 1887) - scoiattolo pigmeo dal ciuffo.
- Genere Funambulus Lesson, 1835
  - Sottogenere Fumambulus Lesson, 1835
    - Funambulus layardi (Blyth, 1849) - scoiattolo delle palme di Layard;
    - Funambulus palmarum (Linnaeus, 1766) - scoiattolo delle palme indiano;
    - Funambulus sublineatus (Waterhouse, 1838) - scoiattolo delle palme scuro;
    - Funambulus tristriatus (Waterhouse, 1837) - scoiattolo delle palme della giungla;

  - Sottogenere Prasadsciurus Moore e Tate, 1965
    - Funambulus pennantii Wroughton, 1905 - scoiattolo delle palme settentrionale.
- Genere Glyphotes Thomas, 1898
  - Glyphotes simus Thomas, 1898 - scoiattolo scultore.
- Genere Hyosciurus Archbold e Tate, 1935
  - Hyosciurus heinrichi Archbold e Tate, 1935 - scoiattolo nasuto di montagna;
  - Hyosciurus ileile Tate e Archbold, 1936 - scoiattolo nasuto di pianura.
- Genere Lariscus Thomas e Wroughton, 1909
  - Lariscus hosei (Thomas, 1892) - scoiattolo terricolo a quattro strisce;
  - Lariscus insignis (F. Cuvier, 1821) - scoiattolo terricolo a tre strisce;
  - Lariscus niobe (Thomas, 1898) - scoiattolo niobe;
  - Lariscus obscurus (Miller, 1903) - scoiattolo a tre strisce delle Mentawai.
- Genere Menetes
  - Menetes berdmorei (Blyth, 1849) - scoiattolo terricolo dell'Indocina.
- Genere Nannosciurus Trouessart, 1880
  - Nannosciurus melanotis (Müller, 1840) - scoiattolo dalle orecchie nere.
- Genere Prosciurillus Ellerman, 1947
  - Prosciurillus abstrusus Moore, 1958 - scoiattolo nano misterioso;
  - Prosciurillus leucomus (Müller e Schlegel, 1844) - scoiattolo nano biancastro;
  - Prosciurillus murinus (Müller e Schlegel, 1844) - scoiattolo nano di Celebes;
  - Prosciurillus rosenbergii (Jentink, 1879) - scoiattolo di Sanghir;
  - Prosciurillus weberi (Jentink, 1890) - scoiattolo nano di Weber.
- Genere Rhinosciurus Blyth, 1856
  - Rhinosciurus laticaudatus (Müller, 1840) - scoiattolo dal muso di toporagno.
- Genere Rubrisciurus Ellerman, 1954
  - Rubrisciurus rubriventer (Müller e Schlegel, 1844) - scoiattolo gigante di Sulawesi.
- Genere Sundasciurus Moore, 1958
  - Sottogenere Sundasciurus Moore, 1958
    - Sundasciurus brookei (Thomas, 1892) - scoiattolo di Brooke;
    - Sundasciurus fraterculus (Thomas, 1895) - scoiattolo fraterno;
    - Sundasciurus jentinki (Thomas, 1887) - scoiattolo di Jentink;
    - Sundasciurus lowii (Thomas, 1892) - scoiattolo di Low;
    - Sundasciurus tenuis (Horsfield, 1824) - scoiattolo snello;

  - Sottogenere Aletesciurus Moore, 1958
    - Sundasciurus davensis (Sanborn, 1952) - scoiattolo di Davao;
    - Sundasciurus hippurus (I. Geoffroy, 1831) - scoiattolo dalla coda di cavallo;
    - Sundasciurus hoogstraali (Sanborn, 1952) - scoiattolo di Busuanga;
    - Sundasciurus juvencus (Thomas, 1908) - scoiattolo arboricolo di Palawan settentrionale;
    - Sundasciurus mindanensis (Steere, 1890) - scoiattolo di Mindanao;
    - Sundasciurus moellendorffi (Matschie, 1898) - scoiattolo arboricolo di Culion;
    - Sundasciurus philippinensis (Waterhouse, 1839) - scoiattolo arboricolo delle Filippine;
    - Sundasciurus rabori Heaney, 1979 - scoiattolo di montagna di Palawan;
    - Sundasciurus samarensis (Steere, 1890) - scoiattolo di Samar;
    - Sundasciurus steerii (Günther, 1877) - scoiattolo arboricolo di Palawan meridionale.
- Genere Tamiops J. A. Allen, 1906
  - Tamiops macclellandii (Horsfield, 1840) - scoiattolo striato dell'Himalaya;
  - Tamiops maritimus (Bonhote, 1900) - scoiattolo striato marittimo;
  - Tamiops rodolphii (Milne-Edwards, 1867) - scoiattolo striato della Cambogia;
  - Tamiops swinhoei (Milne-Edwards, 1874) - scoiattolo striato di Swinhoe.